# Битва під Шепелевичами
Битва під Шепелевичами або битва під Борисовим — бій біля села Шепелевичі, нині Круглянський район Білорусі, в роки московсько-польської війни 1654-1657 років під час Государевого походу 1654 року. Бій відбувся на самому початку війни 14 (24) серпня й завершилася перемогою московської армії князя Олексія Трубецького над армією Речі Посполитої під проводом Великого гетьмана Литовського Януша Радзивілла. Під час битви обоз і артилерія литовсько-польської армії були захоплені, а поразка в битві зумовило здачу литовцями Смоленська через два місяці після початку облоги, у вересні того ж року.

## Передумови
Вже на самому початку Російсько-польської війни 1654-1657 років, під час Государевого походу 1654 року розгорнувся широкомасштабний наступ російських військ на землі Великого князівства Литовського, яке на той час вже перебувало в складі Річі Посполитої. І виконуючи наказ царя Олексія Михайловича князь Олексій Трубецький на чолі Південно-західної угруповання російських військ виступив з Брянська в Литву.
27 червня (7 липня) 1654 року російській армії під його командуванням здався Рославль, а вже 12 (22) липня штурмом був узятий чинивший опір Мстиславль, внаслідок чого російські війська вийшли до Дніпра.
1 (10) серпня армія князя Олексія Трубецького в складі Великого полку під командуванням самого Трубецького й боярина Юрія Долгорукова, а також Передового на чолі з Григорія Куракіна та Вартового полків з Семеном Пожарським, переправилася на правий берег Дніпра. А вже 2 (12) серпня, після бою під Шкловом з єртаулом і сотнями з армії князя Яківа Черкаського, під командуванням князя Юрія Барятинського, армія великого гетьмана литовського Януша Радзивілла була змушена відступити до міста Головчин.
4-12 (14-22) серпня литовські сили, що складалися з 5000 солдатів зупинили рух для відпочинку, під час якого до війська гетьмана Януша Радзивілла приєднався Александр Гіларій Полубінський на чолі своєї 3000 дивізії, завдяки чому литовсько-польскі сили налічували вже 8000 осіб. Надалі ж, за наказом Радзівілла Полубінській двічі відправлявся у розвідувальну місію, завдяки якій 20 серпня стало відомо, що армія князя Трубецького рухається на захід і вже 21 серпня Радзивілл відправивши свій обоз до деревні Заозер'є під захистом одного полку, перейшов через річку Друть під Бєлиничі й виступив в напрямку Шепелевичів до переправи через приточу річку Ослик. Внаслідок цього литовська армія стала табором на лівому березі річки і в поспіху приступила до будівництва оборонних укріплень.

## Битва
Військам Великого князівства Литовського після переходу приточої річки Ослик вдалося відкинути передові загони російських військ, але поки вони займалися укріпленнями, кінноті Олексія Трубецького вдалося переправитися через Друть в Тетерино  і обійти з півдня литовський стрій, відрізавши таким чином шляхи відходу. На світанку 14 (24) серпня польсько-литовська армія великого гетьмана Януша Радзивілла підійшла до Шепелевичів, де вони виявили підоспілих росіян: село вже горіло, а передові кінні сотні російських військ вже встигли увірватися на його територію. Потім і частини російської піхоти, переправившись через річку, зайняли Шепелевичі й закріпилися там. Радзівіллу довелося розпочати бій в дуже незручних умовах. Кілька литовських хоругв, прорвавши московські переправи проникли в Шепелевичі й практично відразу потрапили під шквальний вогонь сил Трубецького,  внаслідок чого армія Великого князівства Литовського була відкинута від стін міста й довелося вести бій на чистому полі.
При їх наближенні литовці атакували Передовий полк князя Григорія Куракіна, який розгорнувся в бойову лінію, де в ході бою воєвода був поранений. В цей час до села підійшов і Великий полк князя Трубецького та боярина Юрія Долгорукова, після чого на допомогу князю Куракіну були відправлені полки солдатського ладу Данили Краферта, Івана Ніротморцева, Германа Фанстадена, Миколи Фанстадена, Олександра Барклая, Якова Флека, Єлисея Ціклера і Андрія Гамолтона.
Одночасно кіннота лівого крила під командуванням князя Семена Пожарського обійшла війська Радзивілла з флангу, оточуючи противника з півдня. Побачивши, що їх оточують, литовські війська вдалися до паніки й почали тікати з поля боя, деякі драгунські полки спробували чинити опір російським військам, але атаковані й оточені рейтарами, були вимушеними також кинутися врозтіч. Спроба контрнаступу, розпочата Александром Полубінським, з ціллю прикрити відступ Радзівілла, звалилася — російські війська обійшли праве крило його сил і змусили відступити разом із частиною своєї армії, що зберігала хоч якусь подобу порядку, зазнавая великих втрат від переслідування кіннотою. Найменше постраждала дивізія Вінцента Корвіна-Госевського, яка в значній частині зуміла вийти з бою, зберігши хороший порядок. В ході переслідування були розсіяні залишки кінних хоругов Радзивілла, а після тривалої погоні російські розбили й групу польських крилатих гусарів, а вже 15 (25) серпня Трубецький наздогнав залишки відступаючої литовської піхоти на переправі під Черцами, розбивши її й захопивши артилерію.
Литовська челядь, залишена в обозі, бачачи втечу і загибель національного війська, кинулася грабувати вози. На одній з переправ через численні річки і болота чотири російські сотні несподівано оточили загін самого гетьмана Радзвівілла. У бою з 50 осіб гетьманської козацької хоругви, яка охороняла полководця, в живих при ньому залишилося тільки п'ять. Поручик Греффенберг закрив гетьмана своїм тілом, отримавши вогнепальну рану і удар рогатиною, крім того, під Радзівіллом вбили коня, а сам він був поранений в ногу. І лише підоспіла угорська рота Самуїла Яна Юшкевича, що влучними пострілами вибила російські сили з іншого берега річки, врятувала його.
21 (31) серпня 1654 року польсько-литовська армія була остаточно розбита, а село Шепелевичі взяте російським царським військом.

## Підсумки
В підсумку битви під Шепелевичами сили Речі Посполитої втратили щонайменше 1000 солдатів, а близько 270 осіб потрапило в російський полон. Сам бій пройшов з невеликими втратами, а більша частина солдатів загинула під час відступу та переправи через річки.
У наступні дні після завершення битви російське військо під командуванням князя Олексія Трубецького продовжувала переслідувати та знищувати окремі загони, а по завершенні продовжився наступ на інші території Великого князівства Литовського.